# Grande-Rivière-du-Nord
Grande-Rivière-du-Nord, in creolo haitiano Grann Rivyè dinò, è un comune di Haiti, capoluogo dell'arrondissement omonimo nel dipartimento del Nord.